# Gerrit-Jan Barten
Gerrit-Jan Barten (15 augustus 1969) is een voormalig Nederlands profvoetballer die als verdediger speelde.
Barten speelde aanvankelijk bij De Graafschap (1988-1990) en speelde daarna bij VV Rheden, waar hij het Nederlands amateurvoetbalelftal haalde. In het seizoen 1991/92 werd hij met Rheden kampioen van de Zondag Hoofdklasse C en kampioen van de zondagamateurs. De finale om het algemeen amateurkampioen werd verloren van Quick Boys. Barten miste deze wedstrijden vanwege verplichtingen met het Nederlands amateurvoetbalelftal. In de KNVB Beker haalde hij met Rheden de laatste 16. Hij werd voor het seizoen 1992/93 overgenomen door N.E.C. In de negen wedstrijden die hij in het eerste elftal van de Nijmeegse club speelde, startte hij vijfmaal in de basis. Na dit seizoen speelde hij een jaar in Duitsland voor SC Kleve 63. Barten keerde meerdere keren terug bij VV Rheden maar speelde ook nog voor SC Veluwezoom, SV Babberich, VV De Bataven en SV Hatert.
Na afloop van zijn voetbalcarrière werd Barten trainer van amateurteams Warnsveldse Boys (2005-2008) en SV Steenderen (2008-2011). Hierna was hij trainer/speler van VV DUNO in Doorwerth. Medio 2015 volgde hij Berry Arends op als hoofdtrainer van SV Spero. Vanaf het seizoen 2019/20 trainde Barten SV Angeren. Na vier seizoenen vertrok hij weer naar VV DUNO.